# Zhonglian Special Auto Works
Zhonglian Special Auto Works war ein Hersteller von Automobilen aus der Volksrepublik China. Eine andere Quelle gibt Beijing Zhonglian Special Purpose Vehicle Plant an.

## Unternehmensgeschichte
Das Unternehmen aus Peking begann 1990 mit der Produktion von Automobilen. Der Markenname lautete Zhonglian. 1996 endete die Produktion. Eine andere Quelle schätzt die Bauzeit auf 1994 bis 1997.

## Fahrzeuge
Im Angebot standen kleine Nutzfahrzeugen, Pick-ups, Kombis und Personenkraftwagen. Der WL 5010 XSD war ein viertüriger Kleinwagen mit großer Heckklappe. Sein Motor leistete aus 769 cm³ Hubraum 36 PS.